# Övraby kyrka

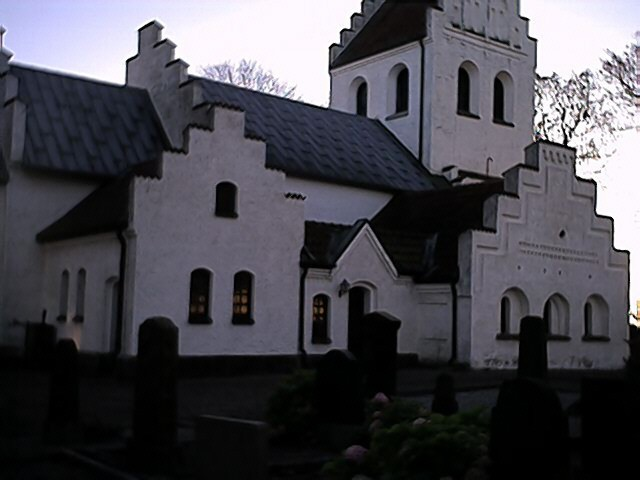
Kyrkans exteriör (2004).

Se också Övraby kyrkoruin i Övraby socken, Halland.
Övraby kyrka är en kyrkobyggnad i Övraby. Den tillhör Smedstorps församling i Tomelilla kommun, Lunds stift.

## Kyrkobyggnaden
Kyrkan byggdes på 1100-talet i romansk stil med absid, kor och långhus. Många vill datera kyrkan till 1100-talets mitt, något som skulle göra den till en av de äldsta kyrkorna i Norden. Detta på grund av takstolen (som saknar hanbjälke) och kalkmålningar i absiden. På 1400-talet slogs valv, ett vapenhus byggdes i norr, och tornet byggdes.
År 1906 genomfördes en restaurering på Theodor Wåhlins initiativ. Denna innebar att koret fick platt tak och att en sakristia byggdes. Interiört tillkom väggdekorer, bänkinteriören samt fönstermålningar.
I absiden finns kalkmålningar som dateras till senare delen av 1100-talet. En del historiker menar att målningarna kom till i mitten av 1100-talet vilket skulle göra dem till några av Nordens äldsta kyrkomålningar. Dessa var länge överkalkade, men utsattes i början av 1900-talet av en restaurering som man senare menat inte var riktigt professionellt utförd. Målningen i absiden har Majestas Domini i centrum omgiven av apostlarnas symboler vid sidorna, apostlarna själva nederst till vänster och helgon nederst till höger. Kristus själv sitter ner och har alfa och omega vid sidan av respektive axel. Under Kristus samt mellan apostlarna och helgonen finns ett litet romanskt fönster. Målningen ramas in av en bård i tribunbågen med medaljonger infällda. Det finns även bårder runt fönstret.

## Inventarier
- Predikstolen dateras till 1602.
- Altaruppsatsen är från slutet av 1600-talet.
- Dopfunt, dopljusstake och series pastorum i ek är tillverkade av Erik Nilsson, Harplinge.

### Orgel
- 1886 byggde Anders Victor Lundahl, Malmö en orgel med 5 stämmor.
- 1909 byggde Olof Hammarberg, Göteborg en orgel med 10 stämmor.
- Den nuvarande orgeln flyttades hit 1969 från Tyska kyrkan, Malmö. Orgeln är byggd av okänd person och har en äldre fasad. Orgeln är mekanisk.

| Manual        | Pedal      | Koppel  |
| Principal 8'  | Subbas 16' | Man/Ped |
| Gedackt 8'    |            |         |
| Spetsgamba 8' |            |         |
| Oktava 4'     |            |         |
| Rörflöjt 4'   |            |         |
| Kvinta 2 2/3' |            |         |
| Gemshorn 2'   |            |         |
| Mixtur 3 chor |            |         |